# Lesnica (district de Stará Ľubovňa)
Lesnica (allemand : Leschnitz ) est un village de Slovaquie situé dans la région de Prešov.

## Histoire
Première mention écrite du village en 1297.

## Démographie

### Évolution de la population
| Année:               | 1994. | 2004.    | 2014.   | 2024.   |
| -------------------- | ----- | -------- | ------- | ------- |
| Nombre de personnes: | 487   | 536      | 503     | 494     |
| Différence:          |       | +10,06 % | -6,15 % | -1,78 % |

| Année:               | 2023. | 2024.   |
| -------------------- | ----- | ------- |
| Nombre de personnes: | 495   | 494     |
| Différence:          |       | -0,20 % |